# 서프 음악

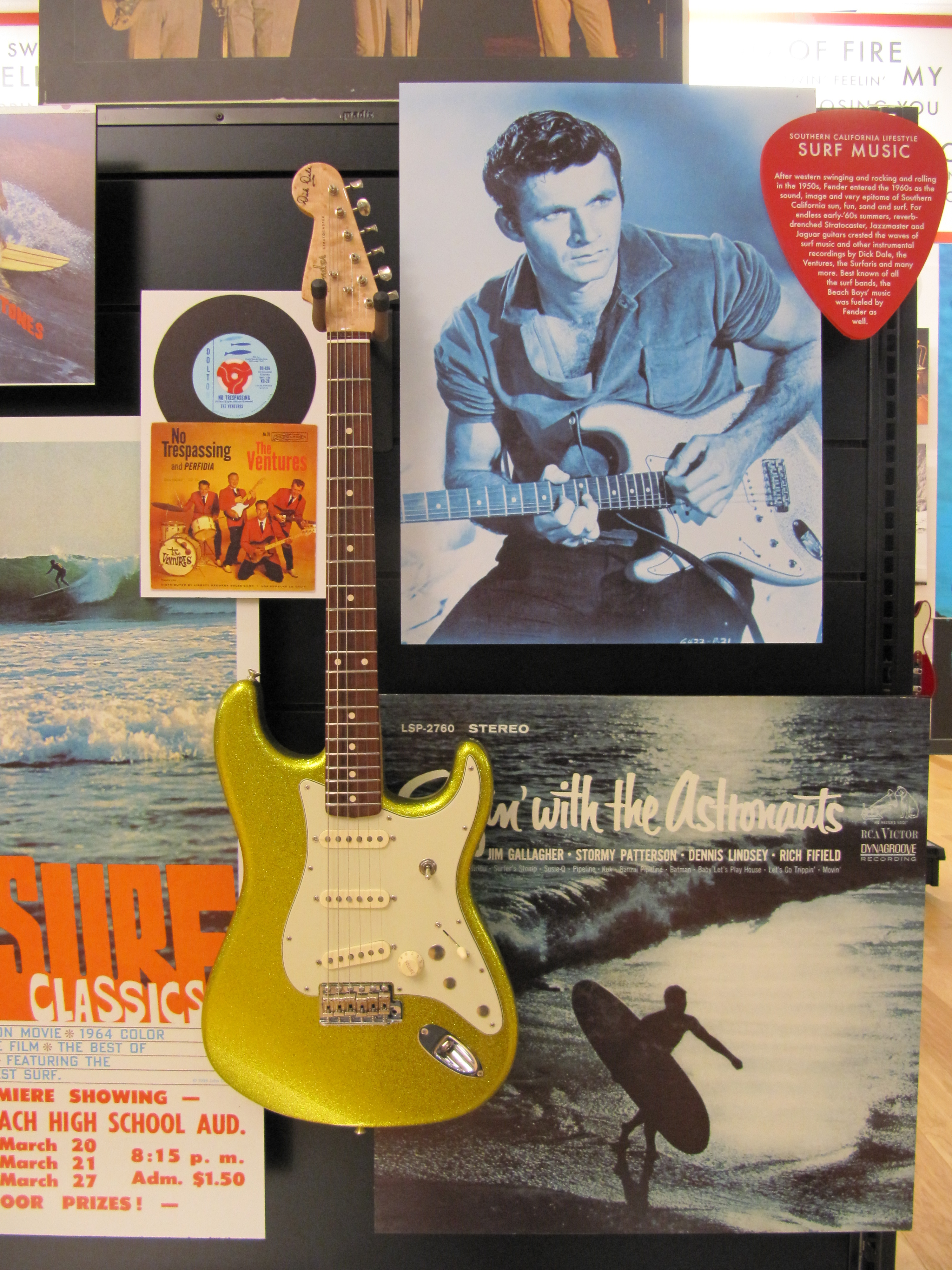

서프 음악(Surf music)은 1960년대 초반 캘리포니아주를 중심으로 인기를 끈 대중음악으로, 파도타기의 배경음악으로 적당하였다. 서프 음악을 자주 사용했던 밴드로는 비치 보이즈가 있다.